# Seen-Route
Die Seen-Route (auch: Route des lacs) ist die nationale Fahrradroute 9 in der Schweiz. Sie beginnt in Montreux, verläuft über Thun, Luzern, Zug und Sargans nach Rorschach. Sie hat eine Länge von 505 km. In West-Ost-Richtung sind 4200 Höhenmeter zu bewältigen, in Gegenrichtung 4200 m.

## Beschreibung
Namensgebend sind die vielen grossen Seen entlang der Route:
- Genfersee
- Thunersee
- Brienzersee
- Lungerersee
- Sarnersee
- Alpnachersee
- Vierwaldstättersee
- Zugersee
- Ägerisee
- Sihlsee
- Zürichsee
- Walensee
- Bodensee

Die Route ist wie die anderen nationalen Fahrradrouten in der Schweiz mit roten Hinweisschildern gekennzeichnet.

## Veloverlad
Durch einen sogenannten Veloverlad können Höhenmeter eingespart werden. Bei Benutzung der vorgeschlagenen Veloverlade sind es von West nach Ost nur 1430 Höhenmeter, in Gegenrichtung 1490 m.

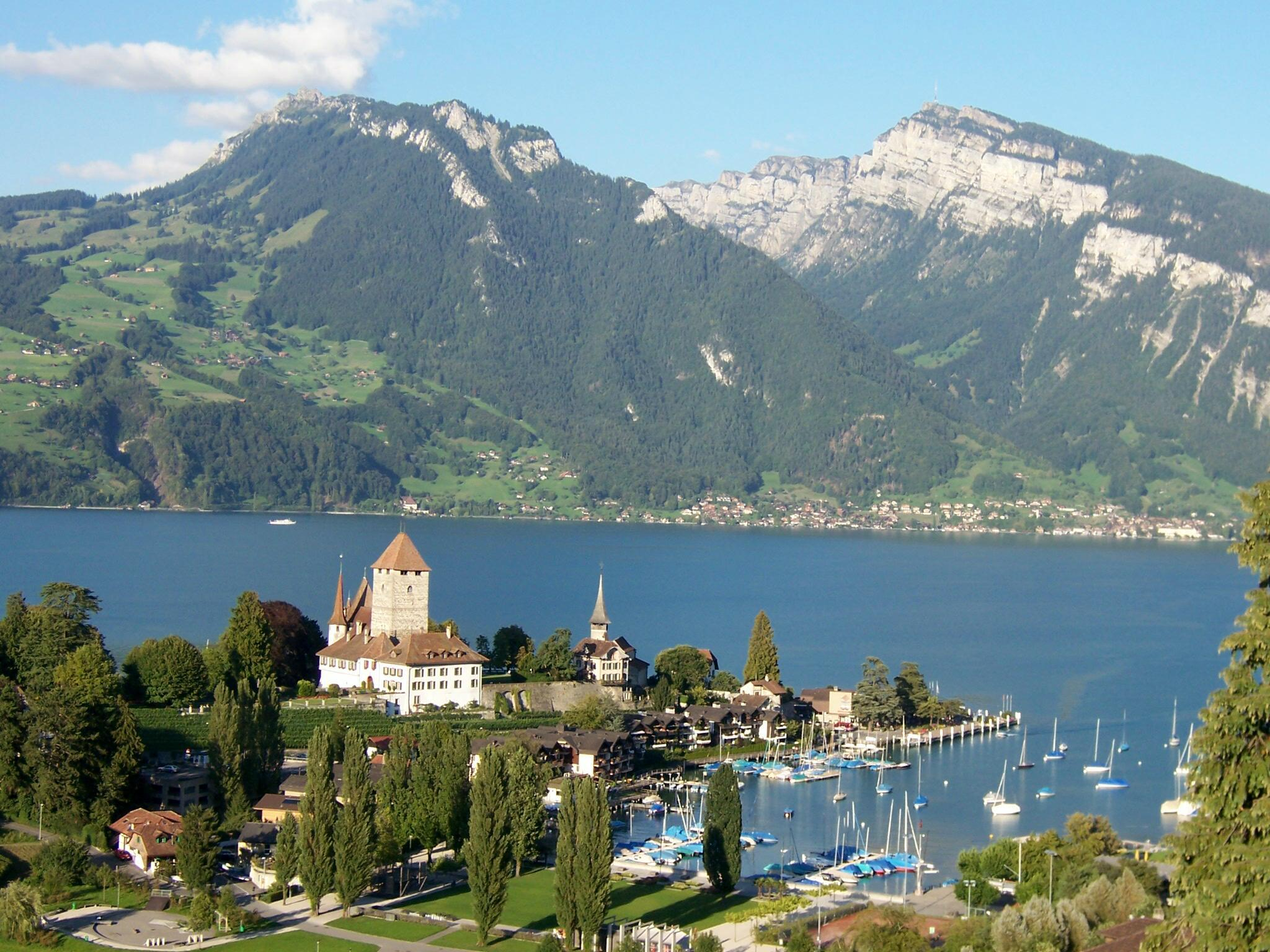
Spiez am Thunersee
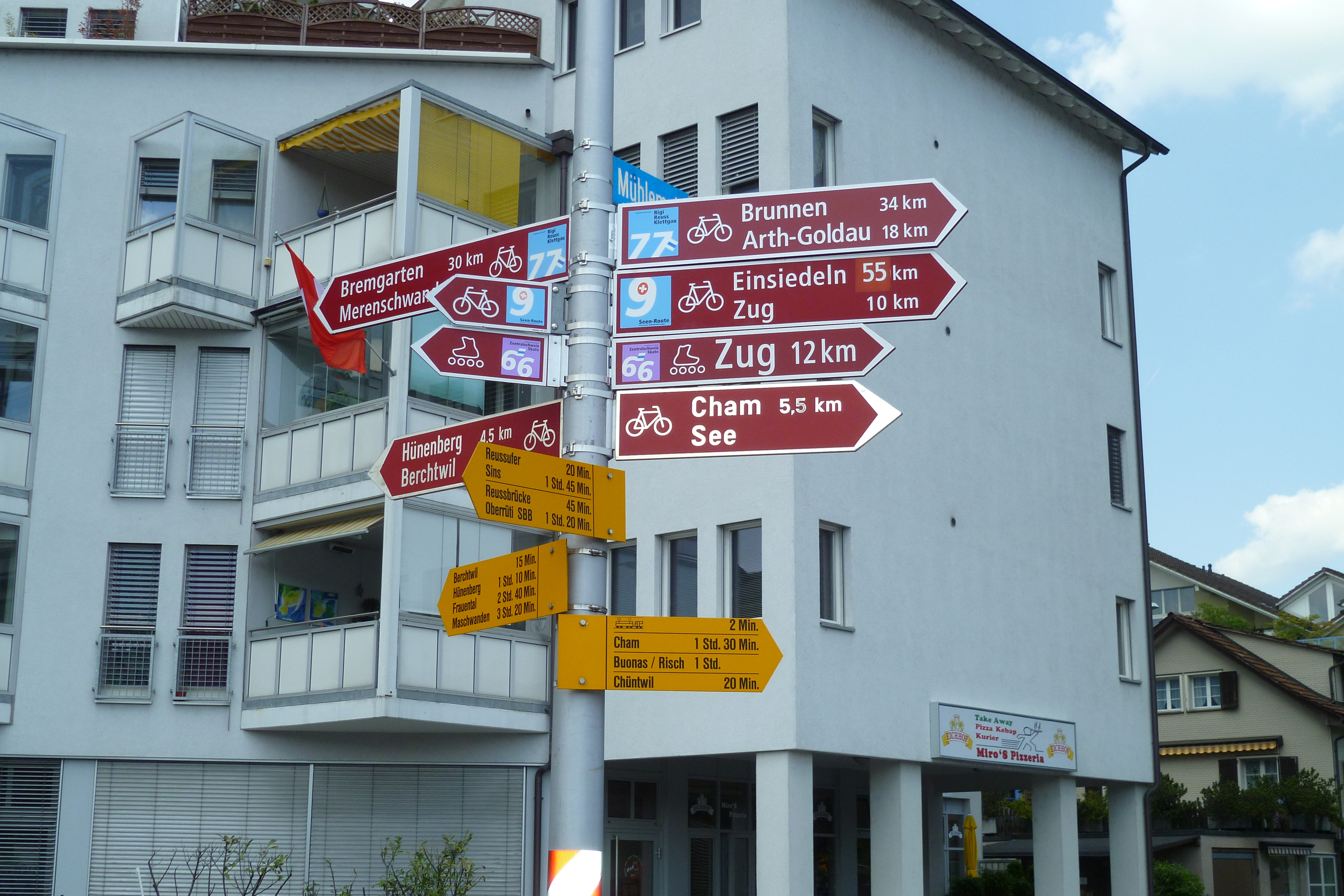
Radwegweiser mit VeloRoute 9